# Provincija New York
Provincija New York (engleski: Province of New York, nizozemski: Provincie New York) nastala je predajom nizozemske kolonije Nove Nizozemske Kraljevini Engleskoj. Pokrajina je nazvana prema vojvodi od Yorka Jakovu II., bratu Karla II. Ova kolonija prostirala se na teritoriju današnjih američkih država New York, New Jersey, Delaware i Vermont, te dijelova saveznih država Connecticut, Massachusetts i Maine.

## Povijest
Englezi su 27. kolovoza 1664., oduzeli Nizozemcima njihovu sjevernoameričku koloniju Novu Nizozemsku. Promjena vlasništva nad ovim teritorijem potvrđena je Sporazumom u Bredi 1667. godine.
Godine 1665., New Jersey je odvojen od New Yorka i postao zasebna provincija, ali granica koja je bila predmet sukoba godinama nije ustanovljena sve do 1765. godine. Područje između rijeka Byram i Connecticut odvojeno je 1667., te postalo zapadni dio Connecticuta. U srpnju 1673. nizozemska je flota ponovno zauzela New York te ga iduće godine sporazumom s Englezima zamijenila za Surinam. Englezi su u mnogočemu nastavili s dotadašnjom nizozemskom politikom na ovom teritoriju, kao što je primanje izbjeglica iz religijskih ratova u Europi, te suradnja s Irokezima. Skupština kolonije uspostavljena je u listopadu 1683. godine. Ustav kolonije izglasan je ubrzo nakon toga. Promijenjen je i ustroj kolonije koja je sad podijeljena na dvanaest okruga, koji su dalje podijeljeni na gradove. Ovaj ustroj postoji i danas, iako je broj okruga znatno povećan.
New York je postao kraljevska provincija u veljači 1685., kad je njegov vlasnik vojvoda od Yorka Jakov II. postao engleski kralj. Kralj je ukinuo newyorški ustav i 1688. pridružio pokrajinu Dominionu Nove Engleske. Nakon što je 1689. u revoluciji zbačen Jakov II., građani Bostona su zbacili vladu i zarobili guvernera. Vođu pobune dao je pogubiti novi guverner 1691. godine. Ovo razdoblje karakterizirali su ratovi s Francuskom u kojima je New York opskrbljivao britansku flotu. Kao radna snaga često su korišteni afrički robovi, kasnije dovodeći do pobune robova u New York Cityju 1712. i 1741. godine.
Zbog skupog rata s Francuzima, uvedeni su dodatni porezi koji nisu dobro prihvaćeni među stanovništvom kolonije. Skupština New Yorka je poslala peticiju britanskom parlamentu protiv ovih poreza. Ljutnja kolonijalista počela se manifestirati napadima na poreznike i bojkotom britanske robe, što je prouzokovalo više buna 1766. godine. Dvije godine kasnije opet je pokrenut bojkot britanske robe, koji je ukinut 1770. godine. Godine 1773., događa se poznata Bostonska čajanka, a iduće godine u luci u New Yorku se događa sličan izgred.
Godine 1775., skupština New Yorka odbija odluke Prvog Kontinentalnog kongresa i odbija poslati izaslanike na Drugi Kontinentalni kongres. Ovo je jedina kolonija koja nije prihvatila odluke prvog kongresa. U travnju 1775., kao zamjenu za skupštinu New Yorka, pobunjenici su osnovali Provincijski kongres New Yorka. U listopadu te godine britanski kolonijalni upravitelj William Tryon bio je prisiljen napustiti New York City, čime je de facto završila britanska kontrola nad ovom kolonijom.
Četvrti provincijski kongres održan je 9. srpnja 1776. u White Plainsu, gdje je prihvaćena Američka deklaracija o neovisnosti i proglašena nova država New York. U travnju 1777. usvojen je novi ustav New Yorka. Nekoliko mjeseci kasnije George Clinton je postao prvi guverner New Yorka. New York je službeno postao američka savezna država 9. srpnja 1778. godine.

## Zemljopis
Provincija New York sastojala se od dvanaest okruga (od 1. studenog 1683.). Ti okruzi su bili:
- Okrug Albany: Svo sjeverno i zapadno područje današnjeg New Yorka. U to spada i područje današnjeg Vermonta, koje je kasnije postalo predmet spora. Budući da zapadna granica kolonije nije postojala, tehnički se okrug Albany protezao do Tihog oceana. Većina teritorija ovog okruga danas je ustupljen drugim američkim saveznim državama i newyorškim okruzima.
- Okrug Cornwall: Područje današnje države Maine. Ustupljeno koloniji Massachusetts 1692. godine.
- Okrug Dukes: Elizabeth Islands, Martha's Vineyard i Nantucket. Ustupljeno koloniji Massachusetts 1691. godine.
- Okrug Dutchess: Današnji okruzi Dutchess i Putnam.
- Okrug Kings: Današnji okrug Kings; Brooklyn.
- Okrug New York: Današnji okrug New York; Manhattan.
- Okrug Orange: Današnji okruzi Orange i Rockland.
- Okrug Queens: Današnji okruzi Queens i Nassau.
- Okrug Richmond: Današnji okrug Richmond; Staten Island.
- Okrug Suffolk: Današnji okrug Suffolk.
- Okrug Ulster: Današnji okruzi Ulster i Sullivan, kao i dijelovi okruga Delaware i Greene.
- Okrug Westchester: Današnji okruzi Bronx i Westchester.

Dana 12. ožujka 1772., dogodile su se sljedeće podjele okruga:
- Okrug Tryon nastao je iz okruga Albany. Preimenovan je u Okrug Montgomery 1784., s kasnijom podjelom na okrug Herkimer.
- Okrug Charlotte nastao je iz okruga Albany. Preimenovan je u okrug Washington 1874. godine.

## Stanovništvo
Rubna područja provincije New York naseljavala su brojna indijanska plemena, a najznačajnija je bila Irokeška konfederacija
| Godina | Broj stanovnika |
| ------ | --------------- |
| 1664.  | 10 000          |
| 1688.  | 20 000          |
| 1698.  | 18 067          |
| 1715.  | 31 000          |
| 1723.  | 40 564          |
| 1731.  | 50 289          |
| 1749.  | 73 448          |
| 1756.  | 96 775          |
| 1774.  | 182 251         |

## Vanjske poveznice
- Ustav provincije New York  Arhivirana inačica izvorne stranice od 5. veljače 2013. (Wayback Machine)